# シャルンホルスト級戦艦
シャルンホルスト級戦艦（シャルンホルストきゅうせんかん、ドイツ語：Schlachtschiffe der Scharnhorst-Klasse）は、1935年のヴェルサイユ条約の軍事条項破棄後に建造されたドイツ海軍の戦艦(Schlachtschiff)。シャルンホルストおよびグナイゼナウの2隻が建造され、いずれも1935年に起工、翌1936年に進水した。
一般的には進水順に従ってシャルンホルスト級と呼称されるが、起工日、就役日共にグナイゼナウの方が先であったことから、グナイゼナウ級と称される場合もある。

## 艦種について
シャルンホルスト級の艦種については"戦艦"とする文献と"巡洋戦艦"とする文献のそれぞれが多数ある。1943/44のジェーン海軍年鑑ではBattle shipとし（同書ではイギリス・レナウン級はBattle Crusersとしている)、元海軍技術少佐で艦艇研究家の福井静夫による雑誌『丸』への寄稿文では記事見出しではシャルンホルスト級を戦艦、本文中では巡洋戦艦としている。小池克己は雑誌『世界の艦船』に寄稿した文でシャルンホルスト級を巡洋戦艦としたうえで、
としている。エドウィン・グレイは著書『ヒトラーの戦艦』のなかで「イギリス海軍はシャルンホルスト級を巡洋戦艦としたがドイツではいつも戦艦と呼んでいる。」、「シャルンホルスト級の正式艦種は戦艦だが、船の実質を問う文脈では巡洋戦艦と呼ばれることが多い。」としている。

## 建造の経緯

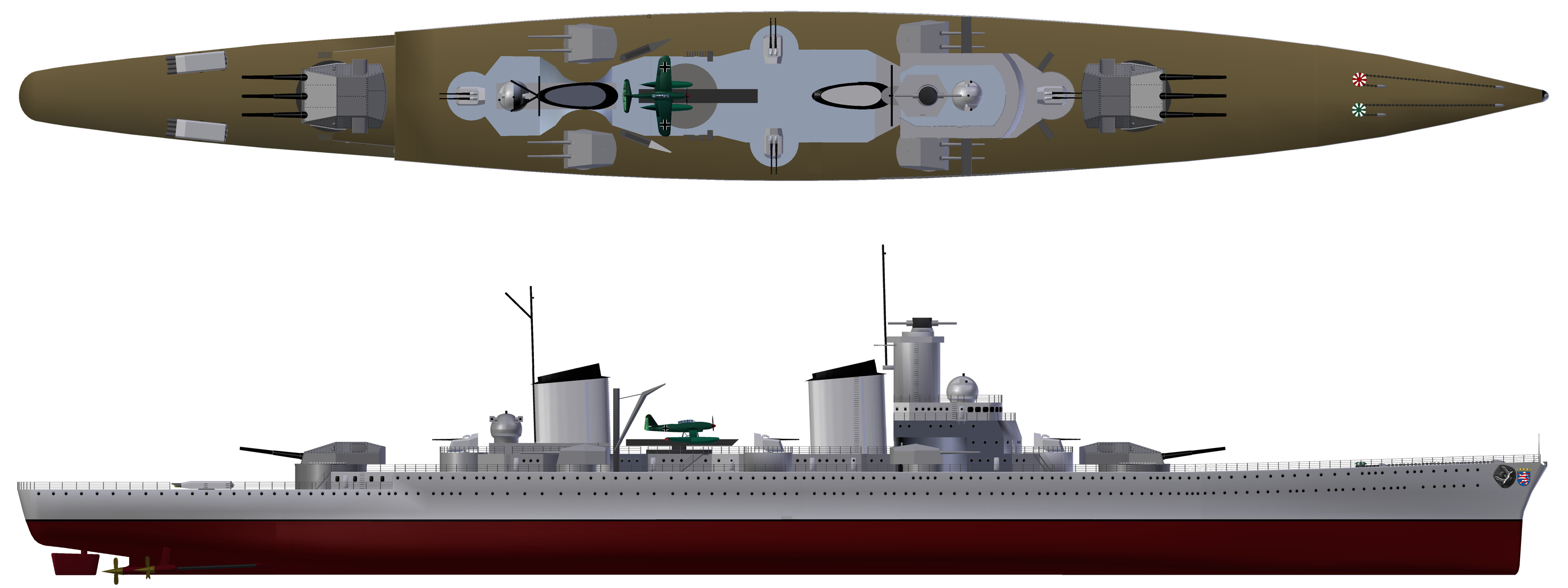
D級装甲艦の予想図。

ドイッチュラント級装甲艦に対抗するという名目でフランスが中型戦艦ダンケルク級を発表し、1931年から建造に着手したことにより、ドイツ海軍ではそれに対応すべく、同年にドイッチュラント級をより大型化した4、5番艦の開発を決定した。両艦は排水量20,000トン、全長230m、速力29ノット、主砲28cm砲6門（3連装砲塔2基、4連装砲塔計8門に変更可）、副砲15cm砲8門の仕様により、「装甲艦D」（Panzerschiff D、エルザース代艦）及び「装甲艦E」（Panzerschiff E、ヘッセン代艦）として1934年1月25日に発注され、同年2月14日にヴィルヘルムスハーフェン海軍工廠及びキールのドイチェヴェルケ造船所にて起工した。しかしその間に、3連装砲塔を3基備える更に大型化された設計案をアドルフ・ヒトラーが承認したことから、早くも7月5日にこれらの建造は取り消された。
1935年のヴェルサイユ条約の破棄を受け、両艦の計画は、基準排水量26,600トン、速力30ノットの中型戦艦として再開始された。主砲塔数は3基となり旧計画より攻撃力が向上し、ドイッチェランド級3番艦まで採用されていたディーゼル機関は信頼性と高速発揮に不安があるために搭載を見送り、前大戦時からの技術的蓄積がある重油専焼高圧缶と蒸気タービン機関の組み合わせに変更された。
船体の基本構造は設計期間短縮の為に第一次世界大戦時に設計された巡洋戦艦マッケンゼン級の設計を一部流用、しかし、ドイッチュラント級で採用された「舷側・艦底部の3重構造」や巧妙な機関配置は継承されず対艦防御・水雷防御を結果的に低下させた。

## 艦形

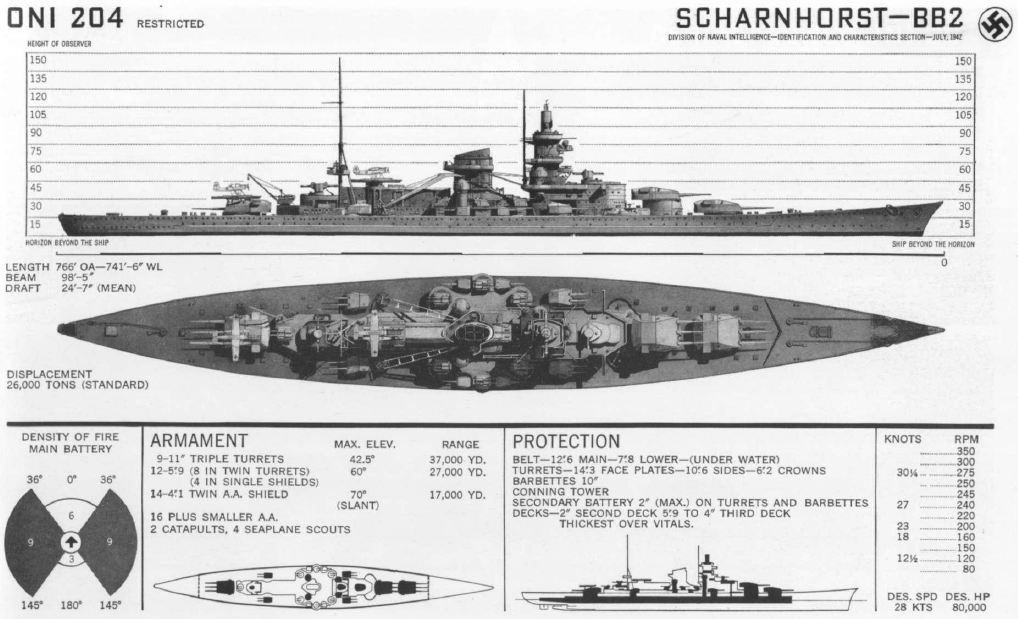
本級の武装と装甲を示した図

竣工時のシャルンホルストは前級と同じく艦首形状がほぼ垂直に近いもので凌波性に問題があり、公試時に高速航行を行ったときには艦首で砕けた波の飛沫が前部主砲塔はおろか艦橋に飛び散り漏水による障害が出たため、公試後に再びドック入りして艦首を強く傾斜させたアトランティック・バウへ改修され完工した。

この時、建造途中であったグナイゼナウは改設計を実施したため完工はグナイゼナウの方が早かった。この改修により艦の全長は元設計よりも若干延長された。だが、凌波性は改善されたとはいえず、今度は錨鎖孔に波が吹き込んで甲板から噴水のように海水が飛び出し主砲塔や艦橋に吹きかかる問題が発生したため、錨鎖孔は塞がれて艦首にフェア・リーダーが付けられた。しかし、この度々の小改装でも完全に凌波性の問題は解決せず、1番主砲塔まで波が飛んで主砲塔装備の測距儀が使用不能となるなどトラブルは慢性的なものとなった。

## 武装

### 主砲

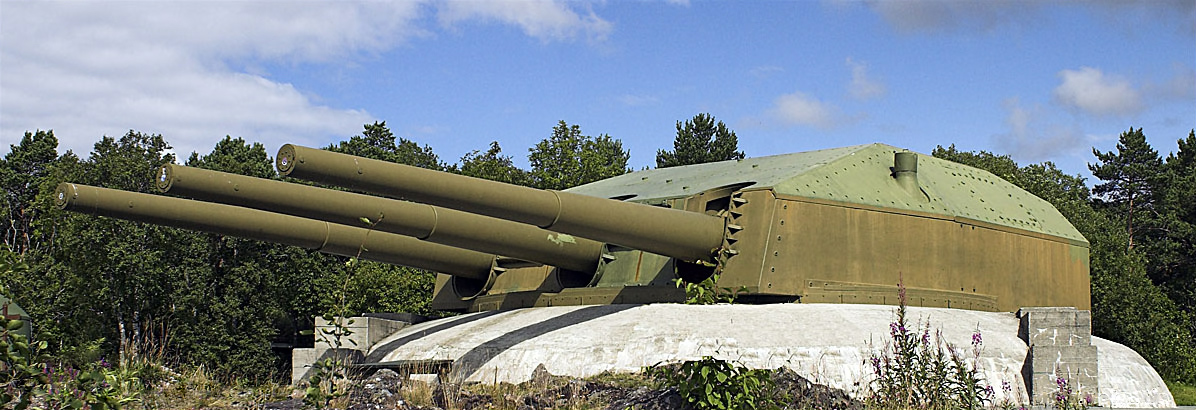
現代も残る「グナイゼナウ」の主砲塔。

当初、本級の主砲は前級に引き続き「SK C/28 1928年型 28cm（52口径）砲」を三連装砲塔に納めて3基9門搭載するはずであったが、設計途中にダンケルク級の舷側防御は12インチ（305mm）との情報が入ったため、既存の28cm砲では攻撃力不足と判断され急遽38cm連装砲3基搭載に設計が変更された。しかし、38cm砲の開発には時間が掛かることが予測され、かつ本級の竣工時には砲身の調達が間に合わず戦力的価値が皆無となる恐れがあった。幸い、後になってダンケルク級の舷側装甲が実は10インチ以下との情報を入手できた事もあり、主砲には再び28cm砲搭載に戻した。だが、この間に大砲製造技術が発達したことにより前級の主砲の改良型で長砲身となった「1934年型 28cm（54.5口径）砲」が開発され、これを搭載する設計に改められた。本級の竣工後に38cm砲の開発が出来たら折を見て主砲塔ごと換装する予定であったが、結局果たされることはなかった。
「1934年型 28cm（54.5口径）砲」の性能は前級の300kgから重量弾化された重量315kgの徹甲弾を最大仰角40度で40,000 mまで届かせる能力を持っていた。主砲身の俯仰・砲塔の旋回・砲弾の揚弾・装填は主に電力で行われ、補助に人力を必要とした。俯仰能力は仰角は40度で統一されたが俯角は艦首側の1番・2番主砲塔が8度、艦尾側の3番主砲塔のみ9度で異なっていた。旋回角度は首尾線方向を0度として左右150度の旋回角度を持つ。発射速度は前級の毎分2.5発から3.5発と発射間隔が短くなっていた。砲威力では射程20,000mで舷側装甲225mmを、射程15,100mで舷側装甲335mmを容易く貫通する性能を持っており、イギリス海軍の巡洋戦艦レナウン級に対し射程20,000mで舷側装甲を破ることができ、クイーン・エリザベス級戦艦やリヴェンジ級戦艦に対しても射程15,000m以下まで接近すれば舷側装甲を破る能力を持っていた。
| 射距離   | 仰角  | 落角  | 存速(m/s) | 対垂直甲鈑 |
| -------- | ----- | ----- | --------- | ---------- |
| 5,000 m  | 2.0°  | 2.5°  | 766       | -          |
| 10,000 m | 4.3°  | 5.7°  | 652       | 348mm      |
| 15,000 m | 7.4°  | 10.3° | 556       | 280mm      |
| 20,000 m | 11.3° | 17.2° | 481       | 225mm      |
| 25,000 m | 16.2° | 25.7° | 436       | 194mm      |
| 30,000 m | 22.0° | 35.3° | 418       | -          |
| 35,000 m | 29.2° | 44.0° | 428       |            |
| 40,000 m | 38.2° | 52.0° | 460       |            |

| 射距離                  | 対垂直甲鈑         | 対水平甲鈑       |
| ----------------------- | ------------------ | ---------------- |
| 08,640 yards (7,900 m)  | 18.09inch (460 mm) | 0.76inch (19 mm) |
| 16,514 yards (15,100 m) | 13.18inch (335 mm) | 1.63inch (41 mm) |
| 20,013 yards (18,288 m) | 11.47inch (291 mm) | 1.87inch (48 mm) |
| 30,000 yards (27,432 m) | 8.08inch (205 mm)  | 2.99inch (76 mm) |

### 副砲、その他の備砲および雷装

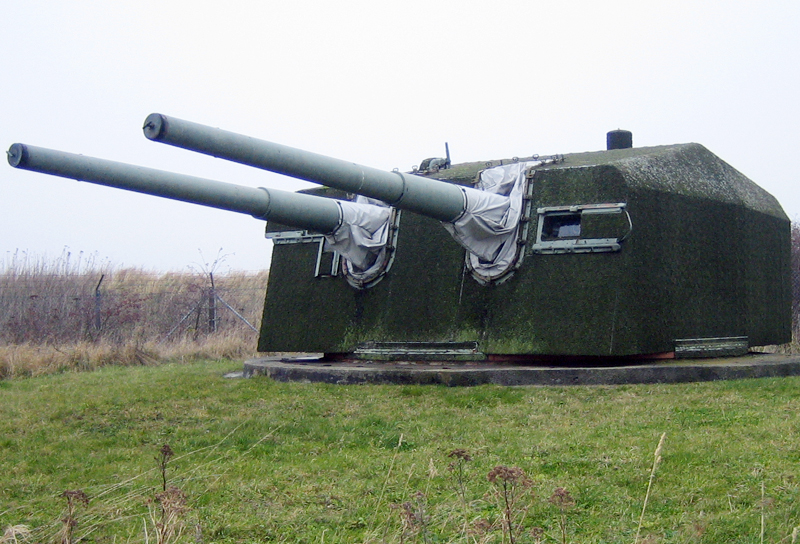
現代も残る「グナイゼナウ」の副砲塔。

副砲配置は「D級装甲艦」時はドイッチュラント級装甲艦と同じ「SK C/28 1928年型 15cm（55口径）速射砲」を採用。その性能は45.3kgの砲弾を初速875m/秒で仰角35度で22,000mまで届くものであった。
これを単装砲架で8門の設計であったが、シャルンホルスト級への設計段階で副砲門数を5割増しの12門とし、内8門を新設計の連装砲塔に収めて4基と単装砲架で4基の変則配置と変更された。副砲配置は連装砲塔は艦橋の左右に連装砲塔を1基ずつとカタパルトの左右に1基ずつの計4基、単装砲は船体中央部の舷側甲板上に背中合わせに片舷2基ずつの計4基とした。この配置方式により、前後方向に最大4門、左右方向に最大6門が指向できた。しかし、この連装砲塔と単装砲架が混在する特異な配置のため、発射速度や荒天下での操作性に差異が生じたようで成功した配置とはいえず、後のビスマルク級戦艦では全て連装砲塔形式で6基に統一された。
他に対空用として「1933年型10.5cm（65口径）高角砲」を装備した。これは15.8kgの砲弾を仰角45度で17,700 m、最大仰角80度で12,500mの高度まで到達させた。旋回と俯仰の動力は電動と人力で行われ、左右方向に360度旋回でき、俯仰は仰角80度、俯角10度であった。発射速度は毎分15 - 18発だった。これを連装砲形式に収め、船体中央部煙突の両脇の高所に3基ずつ、3番主砲塔の背後に1基の計7基装備した。
また、近接対空火器として「3.7cm(83口径)高角砲」を連装砲架で8基、2cm(65口径)高射機関砲を連装砲架で5基搭載した。
その他の装備として、ベルリン作戦前に軽巡から降ろした53.3cm3連装水上魚雷発射管を装備している。位置は水上機揚収クレーンの下部、両舷に1基ずつ計2基である。

## 機関
本級の機関配置は基本的には第一次世界大戦時の巡洋戦艦と同様に機関室前方にボイラー室、後部にタービン室を収める全缶全機配置方式である。だが、その中身は前大戦時より大きく進歩している。
ドイツの船舶用機関技術は第一次世界大戦前までは連合国の後塵を拝していたが、第一次世界大戦後の苦しい開発状況の中から高温高圧缶と高性能タービン機関を急速に開発していた。作動蒸気の高温・高圧化は燃料消費率の減少と機関重量の軽減につながるが、反面として機関の信頼性低下につながる。しかし、ドイツは前者の利点を重視して開発を進めた。
その甲斐あって新開発されたのが本級から採用されたワグナー式重油専焼高圧缶である。その蒸気条件は50気圧・450度もの蒸気を使用できる高性能ボイラーである。
搭載方法は「田」の字型に4基一組として、前部と中央部に一組ずつ計8基、閉鎖区画を隔てて後部に一組4基の順で計12基を配置した。また、ボイラー室の周りを囲むように発電機室と補助機関室が配置され、被弾時には主ボイラーを守る設計であった。そのボイラー室の後部にギヤード・タービン3基を納めたが、機関室は3列に分けることは出来ず、前後に大きく2分割されて設置されている。前側は左舷側タービンと右舷側タービンを中央隔壁で隔てて計2基を配置、隔壁を隔てて後側に中央軸用タービンを1基配置した。3本のタービン軸は船体最後部で3つのスクリューが横一列に並ぶようにされており、この形式は後継であるビスマルク級にも受け継がれている。なお、タービン形式はシャルンホルストがブラウン・ボベリー式、グナイゼナウはゲルマニア式で異なっていた。

## 防御
本級の防御要求性能は「33cm砲弾に対し、距離15,000m - 20,000mで耐えうるもの」を目標として、防御装甲は水線面より上の狭い範囲のみ350mmの装甲板を貼り、水線面下部は170mmにテーパーしていたが、主装甲の範囲は上下幅が短く、舷側防御の大部分を覆うのは僅か45mmでしかない装甲板で、巡洋艦はおろか大型駆逐艦の主砲に対しても充分な防御力とはいえなかった。また、対水雷防御はマッケンゼン級の時代には石炭庫が水密区画において浸水を防御する充填材の役目を果たしていたが、重油を使用する近代戦艦ではその手は使えず、間隔の開いた二層の水密区画の背後に45mm装甲を艦底面まで伸ばして妥協していた。
防御面においては主舷側装甲350mmは船体の前後の長大な範囲を覆い、ダンケルクの33cm砲に対して23,000mまで接近させなければ耐えるもので要求性能を満たしており、格上のフッドやレナウン級の搭載する38.1cm砲に対しても17,700mまで接近されなければ耐えられる優秀なものであった。しかし、前述の通り主装甲帯の上下幅は短く砲戦距離の短い前大戦時の戦闘ならば有効な防御性能を示したであろうが、砲戦距離が延伸した第二次大戦型の戦闘では敵の砲弾はドイツ海軍の想定する主装甲帯よりも高所に被弾する傾向にあった。この場合、弱体な45mm舷側装甲帯に砲弾が降り注ぐことにより大損害を実戦で負っている。ここから判るように、本級の防御は第一次世界大戦型の防御様式からさほど進化しておらず、水平防御は原案よりは若干強化はされているものの「大口径砲による大落下角砲弾、もしくは高空からの水平爆撃」には充分ではなく、水中弾や大型魚雷への防御は考えられていなかった。ちなみに、結果的に計画より重量が増大したがために喫水が低くなり主装甲部分が水面下に伸びることになったが、水面上の主装甲部分はわずか1.2メートルになってしまった。

## 評価
本級の建造目的である「ダンケルク級（33cm砲）への対抗」という点は果たすことができず、その存在価値と性能は不十分だったという評価が下される。その理由は11インチ砲（28cm砲）を採用してしまったことで、対艦攻撃能力が3万トンもの排水量を持つ同世代の同クラス艦に対して有効打になりえなかったことである。第一次世界大戦では「ドイツの11インチ砲・12インチ砲は、英国の15インチ砲に匹敵する」と、皇帝ヴィルヘルム2世が自ら称していたが、実際には「15インチ砲に匹敵する威力」というのは砲弾を軽くし装薬を多くして初速を稼ぎ近距離(5,000 - 8,000m)で命中させるという条件付きのものであり、純粋な威力では11インチ砲は15インチ砲に比べ一発あたりの威力が劣っているのは言うまでもなかった。ヴィルヘルム2世の発言の背景には、「砲弾自体の威力が低くても、距離を詰めることで不足分を補う」という戦法が実戦で使用できたことや、砲戦距離が第二次世界大戦に比べ短い時代であったため、深刻な問題というわけではなかったことがあった。これらの条件は、本級の運用年代には適用することが困難なものだった。
実際、この種の艦砲は砲戦距離が伸びるに従って砲弾の失速が激しく、敵艦の垂直装甲を貫通できずに弾かれる傾向にある上に、砲弾自体の重量が軽く設定されているために落下速度を稼げず、水平打撃力は低くなる。そのため、砲戦距離が20,000m台に伸びた第二次世界大戦時の砲戦では11インチ砲は主力艦級との砲戦には能力不足なのである。結局、ダンケルクより5cmも小さい口径の主砲を採用せざるを得なかったところに本級の問題点があった。
なお、実戦においてはダンケルク級との交戦機会はなく、通商破壊艦としての用途が中心であった。建造時に想定した用途に使用されることが結果的に無かったというのは本級に限った話ではないが、戦闘艦艇の設計は汎用性を考慮に入れる必要がある。本級の場合はダンケルク級への対抗を第一に設計し、しかもそれが果たせず性能的に歪な艦になってしまったのが最大の問題点であった。
第一次世界大戦後に大型戦艦の建造が国際法上で長らく禁止されていたドイツにとって初めての大型艦ということで技術不足や経験不足という問題があったため完成した本級の評価は高くはなかったが、本級やドイッチュラント級建造で培われた技術はビスマルク級にも一部活かされることになった。

## 同型艦
| 艦名             | 起工          | 進水          | 就役          | 結果                 |
| ---------------- | ------------- | ------------- | ------------- | -------------------- |
| シャルンホルスト | 1935年6月15日 | 1936年10月3日 | 1939年1月7日  | 1943年12月26日、戦没 |
| グナイゼナウ     | 1935年5月6日  | 1936年12月8日 | 1938年5月21日 | 1945年3月23日、自沈  |

## 登場作品
小説
『レッドサン ブラッククロス』
巡洋戦艦として2隻とも登場。改装により、当初の予定通り28cm砲を38cm砲に換装している。
ゲーム
『naval creed warships』
巡洋艦プレミアム艦艇として「シャルンホルスト」が登場する。
『World of Warships』
戦艦として2隻が登場し、その原案を立体化したオーディンも実装されている。
各種艦船擬人化ゲーム
『戦艦少女R』『アズールレーン』『蒼藍の誓い ブルーオース』『パズルガールズ』にシャルンホルストとグナイゼナウを擬人化したキャラクターが登場する。『ブラック・サージナイト』『ヴェルヴェット・コード』にはシャルンホルストのみ登場。
『鋼鉄の咆哮』シリーズ
敵艦として「シャルンホルスト級」として登場。プレイヤー側も生産タイプでドイツを選択した場合、戦艦部品として船体と艦橋が使用できる。一部の作品ではシャルンホルスト級が再現された「完成艦」としても購入可能。